# 物質文明
物質文明（ぶっしつぶんめい）とは、俗説的な文明の分類である。精神文明の対義語として"批判的“に用いられる言葉である。
人間集団としての文明において、富や科学技術、巨大建築や兵器の水準のみ高く、個々の成員および共同体全体が精神的に堕落している状態を批判的に指す。特に近代欧米型の文明を批判する時に用いられる言葉である。
ただしいかなる文明も、一部SFのように物質を放棄し純粋な精神生命体となったのでなければ、各成員の生存にさまざまな物資が必要とされるため、物質文明でない文明はありえない。また現実には各個人には精神があり、文明全体も道徳や宗教で維持されている面もあるので、精神文明の面も必ず存在する。